# Lycium mascarenense
Lycium mascarenense är en potatisväxtart som beskrevs av A.M. Venter och A. J. Scott. Lycium mascarenense ingår i släktet bocktörnen, och familjen potatisväxter. Inga underarter finns listade i Catalogue of Life.